# Madalu, Arsikere
Madalu là một làng thuộc tehsil Arsikere, huyện Hassan, bang Karnataka, Ấn Độ.